# Смешанное фермерство
Смешанное фермерство — система ведения сельского хозяйства, при которой на конкретной ферме ведутся сразу несколько видов деятельности, например, растениеводство, разведение скота и птицы, рыболовство, пчеловодство и т. д.

## Описание

### История
Смешанное фермерство, то есть выращивание скота и посевов в пределах одного хозяйства, практиковалось народами Западной Европы ещё во времена Римской империи. Выделяют три основных этапа в эволюции современного смешанного фермерства. Первый относится ко времени изобретения тяжёлого плуга, второй — к началу Средних веков, когда основными культурами стали корнеплоды, а траву заготавливали для скота. Третий этап — начало внедрения практик интенсивного сельского хозяйства в 1850-х.
В настоящее время смешанное фермерство широко практикуется в малых фермерских хозяйствах Азии.
В Австралии, например, истоки смешанного фермерства отличаются — хотя период ведения масштабного сельского хозяйства здесь насчитывает всего несколько столетий, уже к 1900-му году деградация почв там достигла такого уровня, что сравнилась с аналогичной современному положению в южной Африке.

### Характеристики
Смешанное фермерство опирается на такие практики, как севооборот, отказ от распахивания почвы, зонирование и чередование участков выпаса скота и выращивания растений, использование компоста, мульчи и навоза для сохранения нутриентного состава почв, и т. д.
Благодаря экосистемным услугам при смешанном фермерстве снижается потребность в химических удобрениях и пестицидах, и эти эффекты усиливаются со временем.

### Перспективы
Консенсусное мнение учёных связывает распространённые в современном мире практики интенсивного сельского хозяйства с такими проблемами, как стремительная деградация почв, избыточное применение химикатов, снижение устойчивости посевов к экстремальным погодным условиям, удлинение цепочек ценности и рост конечной стоимости продукции. Среди прочих решений устойчивого сельского хозяйства перспективными считаются смешанное фермерство и агролесоводство.